# René Burri
René Burri (Zurigo, 9 aprile 1933 – Zurigo, 20 ottobre 2014) è stato un fotografo svizzero, noto soprattutto per i reportage di alcuni degli avvenimenti storici e culturali più importanti della seconda metà del ventesimo secolo.
Ha solo 22 anni quando la Magnum Photos pubblica un suo reportage, lavorerà con continuità con importanti riviste internazionali come Life, Look, Fortune, Epoca, Paris Match, Stern e Bunte Illustrierte. Famosissimi alcuni suoi ritratti, tra cui quelli di Che Guevara e di Pablo Picasso.

## Biografia
Prima della fotografia le sue passioni furono quelle della pittura e del cinema e fu per tale motivo e per migliorare le sue conoscenze che decise di frequentare la scuola d'arte di Zurigo dove ebbe l'opportunità di studiare composizione, pittura e disegno.
Finita la scuola cerca di dare seguito a questa passione tentando il mondo del cinema, ma le opportunità date dalla Svizzera in quel periodo erano davvero limitate, decide quindi di dedicarsi alla fotografia che molto si avvicina al mondo del cinema. Nel 1950, all'età di 17 anni entra quindi alla scuola di fotografia della sua città. Fu in questi anni che iniziò a lavorare come regista ed a realizzare i suoi primi documentari,  contemporaneamente inizia ad usare la sua prima macchina fotografica, una Leica.
Nel 1955 il suo amico Werner Bischof lo avvicina, mettendolo in contatto con l'agenzia Magnum Photos dove presenta il suo reportage sulla realtà dei bambini sordomuti. Il reportage, con grande soddisfazione dello stesso Burri, venne pubblicato sulla prestigiosa rivista Life nonché su altre importanti riviste europee. Entrato a far parte dell scuderia di Magnum Photos inizia la sua intensa attività come fotografo di reportage in giro per il mondo per realizzare i lavori commissionati da Magnum. Questi furono gli anni in cui Burri si recò in Italia, Cecoslovacchia, Turchia, Egitto ed altri paesi.
Nel 1959 diventò membro Magnum. Pubblica il suo lavoro sulla Germania a cura di Robert Delpire e con l'introduzione di Jean Boudrillard. Realizza sempre negli anni sessanta altri importanti reportage. Sono da ricordare infatti quello del 1963 su Picasso e successivamente quelli su Alberto Giacometti e Le Corbusier. Sempre nel 1963 realizza il ritratto di Fidel Castro e di Che Guevara. Nella seconda metà degli anni sessanta e negli anni settanta lavorò in Egitto, Israele, Vietnam e Beirut. Nel 1982 diventa presidente della Magnum Photos. Nel 1991 venne nominato Cavaliere dell'Ordine delle Arti e delle Lettere dallo Stato Francese e nel 2004 venne realizzata una grande retrospettiva che nel 2005 è arrivata anche in Italia.

## Mostre
- 1966 « China », Galerie Form, Zurigo
- 1967 « René Burri Retrospective », Art Institute, Chicago
- 1971 « 50 Photographies de René Burri », Galerie Rencontre, Parigi
- 1972 « René Burri Retrospective », Raffi Photo Gallery, New York; Il Diaframma, Milano
- 1980/1981 « Die Deutschen », Folkwang Museum, Essen; Galerie Rudolf Kicken, Colonia; Galerie Nagel, Berlino
- 1984/1985 « One World », Kunsthaus Zürich, Zurigo; Berner Photo-Galerie, Berna; Centre National de la Photographie et Palais de Tokyo, Parigi; Musée des arts décoratifs, Lausanne (1985 - 1995 anche in Nuova Delhi, L'Avana, New York, Bratislava e Ostrava)
- 1987 « Dans la familiarité de Corbu », Le Musée de l'Elysée, Lausanne. « An American Dream », International Center of Photography, New York
- 1994 « Dialogue avec Le Corbusier », Museo de arte moderno de Medellàn, Medellàn (1995 anche in Curitiba, San Paulo, Rio de Janeiro, Brasilia e Lima)
- 1995 « Le Paris de René Burri », Centre Culturel Suisse, Parigi 1997 « Che », Fnac-Forum, Parigi; Galerie R. Mangisch, Zurigo (1997 - 2001 anche in Barcellona, Lille e Lisbona)
- 1998 « 77 Strange Sensations », Villa Tobler, Zurigo « Die Deutschen », Fotografie Forum International, Francoforte sul Meno (1998 - 2003 anche in Kaufbeuren, Velbert, Tolosa e Burghausen)
- 2002 « Berner Blitz », Galerie Karrer, Zurigo
- 2004 « René Burri - Rétrospective 1950-2000 » Maison Européenne de la Photographie, Parigi; Musée de l'Elysée, Parigi.
- 2005 Lausanne (anche in Milano e Zurigo) « René Burri: Utopia - Architecture et Architecte », Hermès Gallery, New York; Leica Gallery, Praga
- 2005 « René Burri: Photos de Jean Tinguely & Cie », Musée Tinguely, Basilea « René Burri: Utopia - Architecture et Architecte », Ausstellungsraum Klingental, Basilea
- 2010 « I tedeschi. La Germania degli anni Sessanta nelle fotografie di René Burri », Pordenone, Galleria Sagittaria, Centro Iniziative Culturali Pordenone
- 2013 « René Burri Retrospettiva »,  Centro Internazionale di Fotografia, Scavi Scaligeri di Verona
- 2013 « Doppelleben », Museum für Gestaltung, Zurigo[3]
- 2013 « Impossible Reminiscences », LuganoPhotoDays, Lugano